# Dame (cím)

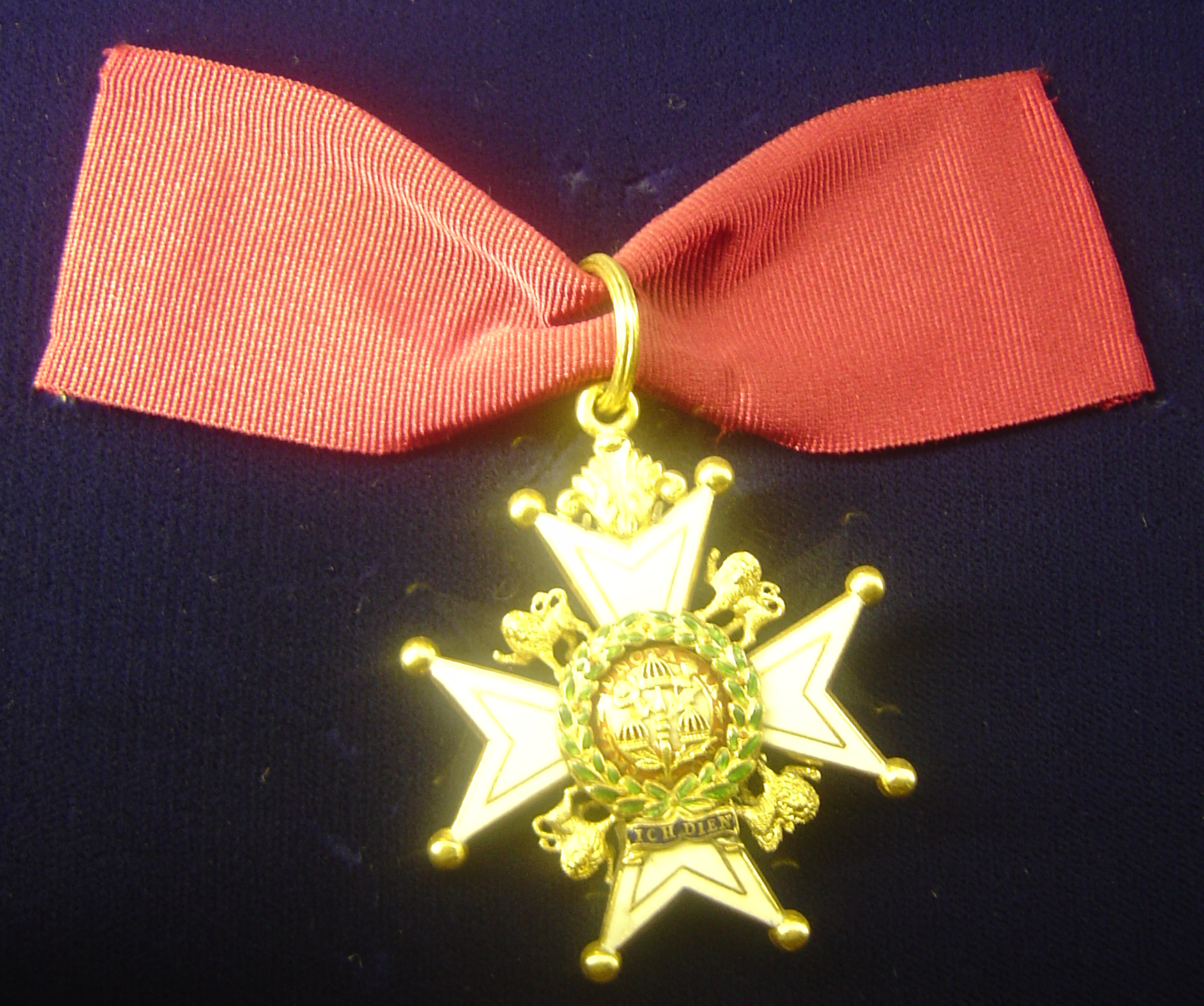
A Bath-rend Keresztje. Alapítva: 1725.

A Dame a lovag cím női megfelelője a brit érdemrendek sorában. A középkorban jellemzően, de nem kizárólagosan nemesek kaphatták a címet, manapság már bárki megkaphatja, aki valamilyen területen kimagasló munkát végez, vagy társadalmilag különösen értékes tevékenységet fejt ki, és nem nyilatkozik ellenségesen a Brit Monarchiával szemben. A rang adományozottja nem csak brit állampolgár lehet.

## Férfi lovag, női lovag
Bár a férfi lovagrendre jellemzően használják a knighthood (lovagság, lovagi rang) gyűjtőfogalmat az angol nyelvben, ennek női megfelelője nem létezik. A lovaggá ütött férfiak megszólítása a Sir, míg a hölgyeké a Dame, mindkét előtagot a teljes név elé helyezve. A hölgy, akit kiszemelnek a Commander or Grand Cross of the Order of the Bath (A Bath-rend Nagykeresztjének Lovagja), az Order of St Michael and St George (A Szent Mihály és Szent György Lovagrend), a Royal Victorian Order (A Királyi Viktória Lovagrend) vagy A Brit Birodalom Érdemrendje címek valamelyikére, Dame rangot kap. Azok a hölgyek, akiket a Térdszalagrend vagy az Order of the Thistle (A Térdszalagrend Lovagja vagy a Bogáncsrend Lovagja) címre jelöltek, nem a Dame, hanem a Lady cím tulajdonosai lesznek.

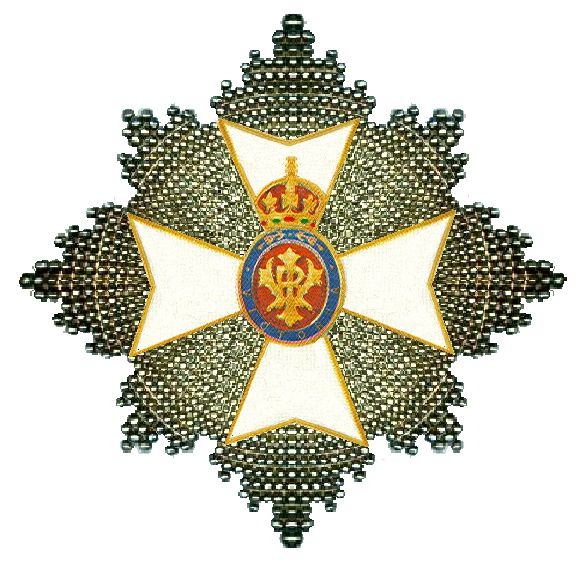
A Királyi Viktória Lovagrend. Alapítva: 1896

## Érdekességek
A címmel legfiatalabban kitüntetett hölgy Dame Ellen MacArthur, aki 28 évesen nyerte el a rangot, a legidősebb pedig Dame Gwen Ffrangcon-Davies, akit 100 éves korában ütöttek lovaggá.
Számos híres személy utasította vissza a címet az alapítása óta különböző okokból, így Doris Lessing író, Vanessa Redgrave színésznő (1999-ben, de 2022-ben már elfogadta), Nancy Banks-Smith televíziós kritikus, vagy Nigella Lawson sztárséf, gasztronómiai író.
A 17. századig a lovagok feleségei automatikusan a Dame rangot kapták, majd ez később megváltozott, és a Dame szót a Lady kifejezéssel helyettesítették.

## Fordítás
Ez a szócikk részben vagy egészben  a   Dame (title) című angol Wikipédia-szócikk fordításán alapul.  Az eredeti cikk szerkesztőit annak laptörténete sorolja fel. Ez a jelzés csupán a megfogalmazás eredetét és a szerzői jogokat jelzi, nem szolgál a cikkben szereplő információk forrásmegjelöléseként.